# Örebro Fajansfabrik

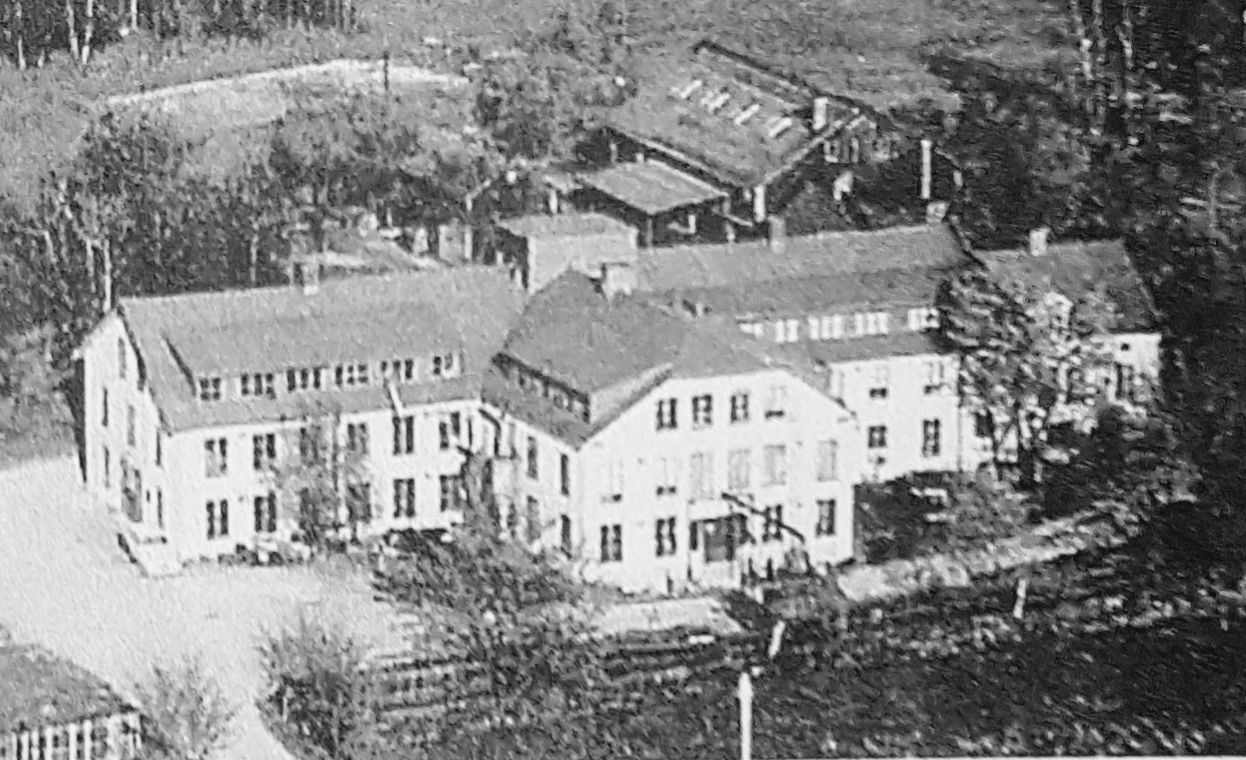
Örebro Fajansfabrik

Örebro Fajansfabrik var en svensk keramiktillverkare i Örebro, verksam 1926–1927.
Örebro Fajansfabrik uppstod ur resterna av företaget AB Lerindustri som Upsala Ekeby förvärvade 1926. Företaget övertog inte de produkter som tidigare producerats av Lerindustri utan modeller för nya produkter hämtades från Upsala Ekebys fabrik i Kungsängen och från Ekeby bruk. Produktionen bestod huvudsakligen av nytto-, prydnads- och hushållskeramik som märktes med ÖF. Dessutom förekom en viss tillverkning av kakelplattor och kakelugnar som märktes med Upsala Ekeby. Bolaget kom under sin korta tid aldrig visa upp ett positivt resultat och vid årsskiftet 1928 beslöts att företaget skulle läggas ner. Av de 36 personer som var verksamma vid företaget blev 22 utan jobb medan resten erbjuds anställning vid Ekeby bruk. I modern tid har det spekulerats i att fabriken lades ner på grund av brand, men troligen beror det på en missuppfattning och sammanblandning med Upsala Ekebys fabrik i Kungsängen som brann ner 1928, däremot brann byggnaderna ner 1951, 31 år efter nedläggningen. Efter flytten till Ekeby fortsätter man tillverkningen med föremål från Örebro Fajansfabrik några modeller producerades fram till 1938, föremålen har fortfarande artikelnummer från Örebro Fajansfabrik men signaturen byttes ut mot UE